# 巨摩町
巨摩町（こまちょう）は山梨県中巨摩郡にあった町。現在の南アルプス市飯野・在家塚にあたる。

## 地理
- 河川：滝沢川

## 歴史
- 1951年（昭和26年）7月1日 - 飯野村・在家塚村が合併して巨摩町が発足。
- 1954年（昭和29年）4月1日 - 百田村・西野村・今諏訪村と合併して白根町が発足。同日巨摩村廃止。

## 交通

### 鉄道路線
- 山梨交通
  - 電車線
    - 在家塚駅 - 甲斐飯野駅 - 倉庫町駅

### 道路
- 国道52号

現在は旧村域に中部横断自動車道、甲西道路の白根インターチェンジが所在するが、当時は未開通。